# Babismta
Babismta (georgiska: ბაბისმთა), även Donghuzoruni (georgiska: დონღუზორუნი) eller Donguzorun (ryska: Донгузорун), är ett berg på gränsen mellan nordvästra Georgien och Ryssland. Toppen på Gora Donguzorun-Cheget-Karabashi är 4 454 meter över havet.